# Милитосян, Исраел Николаевич
Исрае́л Никола́евич Милитося́н (арм. Իսրայել Միլիտոսյան; род. 17 августа 1968, Ленинакан, Армянская ССР) — советский и армянский тяжелоатлет, двукратный чемпион СССР (1989, 1991), чемпион Европы (1989), чемпион мира (1989), чемпион Олимпийских игр (1992), трёхкратный рекордсмен мира в рывке. Шестикратный рекордсмен СССР.  Заслуженный мастер спорта СССР (1989).

## Биография
Родился 17 августа 1968 года в Ленинакане (ныне Гюмри). Начал заниматься тяжёлой атлетикой в 1980 году под руководством своего дяди Вардана Милитосяна. В 1987-1991 годах входил в состав сборной СССР. В 1988 году завоевал серебряную медаль Олимпийских игр в Сеуле, а в 1989 году стал победителем чемпионата мира и Европы в Афинах. В ходе этих соревнований дважды улучшал мировые рекорды в рывке. В 1992 году в составе Объединённой команды выиграл золотую медаль Олимпийских игр в Барселоне. В дальнейшем выступал за Армению, занял шестое место на Олимпийских играх в Атланте.
В 1999 году завершил свою спортивную карьеру и перешёл на тренерскую работу. С 2003 года работает директором СДЮШОР по тяжёлой атлетике города Гюмри.